# Сказ
Сказ — вид литературно-художественного повествования, подражающий фольклорным произведениям стилем, специфической интонацией и стилизацией речи для воспроизведения речи сказителя устных народных жанров или живой простонародной речи вообще. 
Характерная черта сказа — наличие рассказчика, не совпадающего с автором, стилистика речи которого не совпадает с современной литературной нормой.
Термин сказ, как и сказание, может также употребляться в фольклористике для обозначения различных не сказочных жанров устной прозы (предания, легенды, былички).

## Особенности
Стилизация может достигаться подражанием сказочному, былинному и песенному складу (сказочная стилизация), например у Мельникова-Печерского, «В лесах»: «За Волгой в лесах, в Чёрной Рамени, жил-был крестьянин, богатый мужик. У того крестьянина дочка росла. Дочка росла, красой полнилась». Другой прием стилизации — подражание диалектам и профессиональным говорам крестьян, например у Лескова, «Житие одной бабы»: «Надоело ему это до смерти, злился он как змей лютый; а все по вечерам заходил к Прокудину. Стали большаки конопельку ссыпать, и Прокудин возов с пяток ссыпал». Рассказчиком в сказе может выступать и горожанин, в таких случаях автор подражает просторечию и профессиональным говорам городского населения, например у Лескова, «Штопальщик»: «Я его благодарю и говорю, что никаких желаниев не имею и не придумаю, окромя одного, — если его милость будет, сказать мне…». Возможно также подражание архаичным и необычным формам письменной речи, например у Лескова, «Запечатленный ангел»: «И сему-то подобным мирственным духом, как я вам представил, жили мы без малого яко три года. Спорилося нам все, изливались на нас все успехи точно из Амалфеева рога, как вдруг узрели мы, что есть посреди нас два сосуда избранных божия к нашему наказанию» — стилизация древнерусских поучительных книг.